# Сетте-Дабан
Сетте-Дабан (якут. Сэттэ Дабаан — семь гор) — горный хребет в Якутии и Хабаровском крае России. Примыкает на юге к Джугджуру и Становому нагорью и на севере к оконечности Верхоянского хребта.
Длина хребта составляет 650 км, высота — до 2102 м. Хребет сложен известняками и песчаниками нижнего палеозоя, на восточном склоне — пермскими песчаниками, прорванными гранитами. На склонах располагаются лиственничные леса, сменяющиеся на высоте более 1000 м зарослями кедрового стланика и горной тундрой.
В горах Сетте-Дабан берут начало многие реки: Ханда, Сугжа и другие.

## Этимология
Сетте-Дабан имеет тюркское происхождение, состоит из двух якутских слов сэттэ — «семь» и дабаан — «подъём в гору», то есть «семь подъёмов». Слово дебан также используются в эвенкийском языке в значении «перевал».